# Francuska salata
Francuska salata, u raznim dijelovima svijeta znana i kao ruska salata ili Olivierova salata (rus. салат Оливье), vrsta je salate s osnovom od majoneze, kuhanih krumpira, mrkve, graška i kiselih krastavaca uz dodatak nasjeckane šunke i kuhanih jaja, a katkad sadrži i luk, jabuke, korijen celera i različite vrste kobasica, kuhanu govedinu ili piletinu. Poslužuje se u svečanim prigodama kao što je npr. Nova godina.
Salata je poznata u mnogim europskim zemljama i šire iako ne uvijek pod istim imenom. U Italiji, Španjolskoj, Makedoniji, Bugarskoj, Srbiji, Grčkoj i još nekim zemljama poznata je kao ruska salata. U Francuskoj i Alžiru nazivaju je makedonskom salatom, u Njemačkoj, Austriji, Danskoj i Norveškoj talijanskom salatom, a u Rumunjskoj goveđom salatom. U Češkoj, Slovačkoj, Sjedinjenim Američkim Državama i Australiji nazivaju je krumpirovom salatom, a u Poljskoj povrtnom salatom. U Hrvatskoj, Bosni i Hercegovini, Sloveniji i Mađarskoj naziva se francuskom salatom. Ponegdje se salata bez dodanog mesa naziva francuskom, a s mesom ruskom salatom. 
Salatu je prvi pripremio Lucien Olivier, ruski kuhar belgijskog porijekla u restoranu Ermitaž (L'Hermitage) u Moskvi 1860-ih godina. Ermitaž je bio jedan od najboljih ruskih restorana toga vremena. Olivierova salata uključivala je crni kavijar, kapare, ptičje meso i repove rakova.
U godinama gladi koje su uslijedile nakon Oktobarske revolucije i Ruskoga građanskoga rata većina osnovnih sastojaka zamijenjena je pristupačnijim i praktičnijim sastojcima. Današnja francuska salata ima vrlo malo zajedničkog s izvornim receptom, čiji je original ostao tajna.